# Corliano
Corliano è una località del comune di San Giuliano Terme, ha un'altitudine di 11 metri s.l.m. e una popolazione di 68 abitanti. Si trova nei pressi della Villa di Corliano e della chiesa dei Santi Pietro e Paolo nel comune di San Giuliano Terme (provincia di Pisa) lungo la Via Aemilia Scauri poi Via Julia Augusta e infine Strada statale 12 dell'Abetone e del Brennero. È molto simile a una mansio romana ed era lungo il cosiddetto Itinerarium burdigalense.
Corianus, Corlianus, Corillianus, Coriolanus, Corliano ricorda la gens Cornelia e proviene da corius/corium (intonaco, crosta) nel significato di terra dura, coriacea. Il nome nelle citazioni si modifica spesso: la forma primitiva è corlianus (terra di cornioli) e identifica una pianta selvatica dai piccoli frutti commestibili di sapore leggermente asprigno ma potrebbe anche essere una forma medioevale usata come Fundus Corianus (terra di curia).
Il borgo è citato negli "Statuti" del Comune di Pisa e nelle "Croniche" di Giovanni Sercambi come "Castrum" o "Guardia di Corliano", nelle vicinanze della torre di Rigoli e di Colle Mucchieto. Questo rende molto probabile il riferimento a un punto di passaggio strategico (ponte, guado, castello) sull'antico percorso della strada che da Lucca conduceva a Pisa, superando il fiume Serchio (Auser) e potrebbe riferirsi all'antico castello di Caldaccoli o di Acqualonga (dal latino “aqua longa”: luogo paludoso), conosciuto per una battaglia tra pisani e lucchesi nel 1004. Nel Medioevo guardia è termine usato per indicare un'area sottoposta a particolare sorveglianza per il suo rilievo strategico ed era ancora documentata la presenza di un "bastione" nella mappa della tenuta del 1744.

## Storia

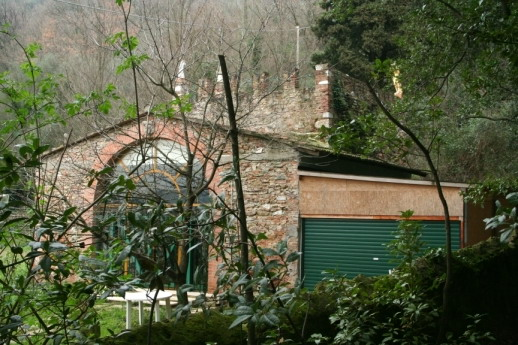
Borgo di Corliano (fornace del XV secolo)

I primi documenti farebbero risalire le comunità di Rigoli e Corliano ad insediamenti di epoca romana a partire dal III secolo a.C. e non mancano strutture ancora relative all'epoca romana quale l'acquedotto di Caldaccoli (Calidae Aquae) e probabilmente l'acquedotto di Corliano con le sue piscine limarie (Conserva di Corliano) e la sua fistula acquaria in terracotta ancora oggi funzionante. Strabone descrive il territorio di Riuli (o Rivulo, ora Rigoli) e Corilliano (Corliano) nel 6 d.C. come molto fertile, dotato di numerose cave e diviso nei luoghi di monte (Malpietra, Lavarana, Pertusa, Mucchieto) e nei luoghi di piano (Pungelupi, Petriccio, Lauro, Saliceto, Guzzano, Cusano Terminaldo e Redre).
Un'iscrizione trovata su una fistula (CIL XI 1433) ricorda che il territorio era proprietà di L. Venuleius Montanus
, Patrono della Colonia Pisana, console di Attidium (città romana nei pressi di Fabriano), che nel 92 d.C. costruì l'acquedotto di Caldaccoli e le Terme di Pisa. Altri sigilli sono stati rinvenuti nel Teatro Romano di Ferentino nel Lazio e nel Teatro romano di Copia a Sibari in Calabria.
Suo figlio Apronianus (Lucio Venuleio Aproniano Ottavio Prisco) fu senatore a Roma nel 123 d.C., console di Pisa e proconsole in Asia sotto Antonino Pio. Troviamo inoltre un Apronianus II (Lucio Venuleio Aproniano Ottavio Prisco II) senatore a Roma nel 168 d.C., che potrebbe essere stato padre del famoso giureconsulto romano Saturninus (Lucio Venuleio Saturnino), i cui testi giuridici furono inseriti nel Corpus iuris civilis dall'imperatore Giustiniano I.
L'invasione dei Visigoti nel 476 d.C. e quella dei Longobardi nel 574 provocarono l'abbandono delle campagne e bisogna aspettare una permuta del 24 ottobre 884 a favore della Curia di Lucca e un diploma del 1001 dell'imperatore Ottone III al marchese Ugo II di Toscana per trovare nuovamente indicato il toponimo di Corliano. In un documento dell'anno 1083 relativo alla famiglia pisana dei Pagano Ebriaci dei Verchionesi (o da Vecchiano) si legge:"(..) idest ipso Castello de Corliano cum portis et carvonarie et cum clusimine et cum introitu et exitu suo quantum in ipso castello pertinet et foris ipso Castello ecclesiam Beato Sancto Petro (..)". Nel 1089 Enrico IV concede a Ugone Visconti le corti di Pappiana, Rigoli e Corliano, la selva di San Lussorio (oggi conosciuta come parco di San Rossore), la fossa Cuccia (oggi conosciuta come fiume morto) e tutta la palude di Stagno.
Nel 1126 il Borgo risulta in possesso dei figli di Schiero II Visconti di Gallura, rappresentanti degli Obertenghi a Pisa, e dal 1167 al 1233 i diritti sulla Guardia di Corliano sono a favore del Capitolo della Cattedrale di Pisa; nel 1245 il Capitolo concede il possesso della Guardia di Corliano ai Rigolesi. Nel 1280 risulta possesso di Nino Visconti ed è menzionata nell'Epistolario di Coluccio Salutati perché avrebbe ospitato John Hawkwood, comandante della Compagnia Bianca al soldo dei pisani, nel 1364. Nel 1397 la Guardia di Corliano insieme alle torri di Colle Mucchieto e di Rigoli furono combattute da Giovanni Colonna al comando di mille cavalieri e 170 lance lucchesi ed il borgo fu conquistato da Bertoldo Orsini, conte di Pitigliano, con l'uccisione dei suoi difensori nel 1404, quando questi riuscì a cavalcare fino alle porte di Pisa, sperando quasi di occupare la città.
Dopo la conquista fiorentina di Pisa nel 1406 il territorio diventa proprietà degli Spini di Firenze, famiglia di mercanti e banchieri, proprietari dell'omonimo palazzo fiorentino, antistante il Ponte Santa Trinita. Il “castrum” diviene “casalis” ed il notaio Pietro di ser Andrea de' Macarii registra l'atto di compravendita il 17 giugno 1536 (stile pisano) con “castrum olim, nunc casalis” , invece di indicarlo come abbandonato.

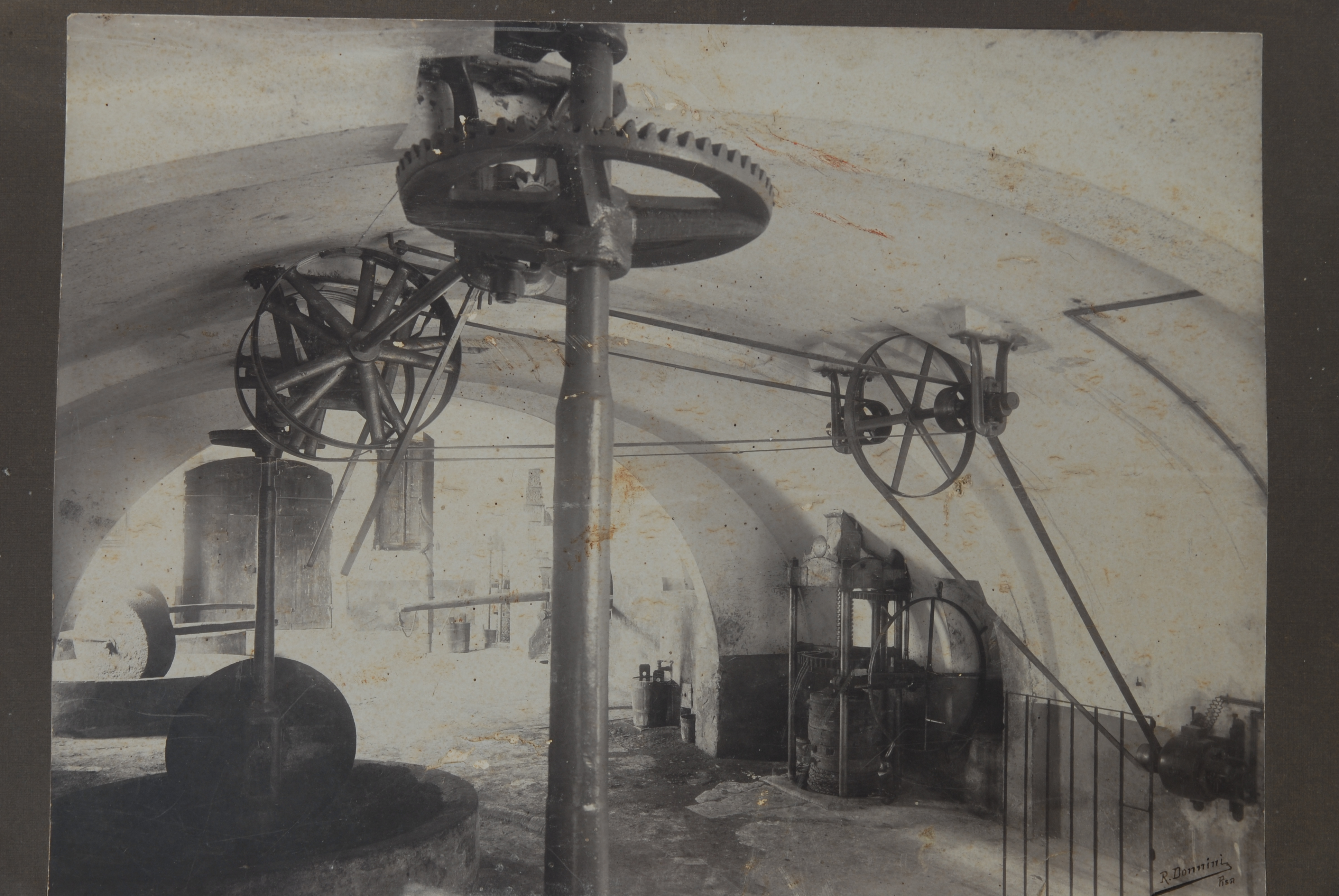
Borgo di Corliano (frantoio - foto del 1901)

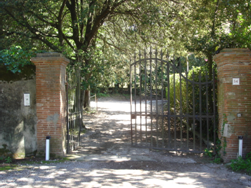
Borgo di Corliano - ingresso

La tenuta, acquistata da Pietro di Niccolao della Seta, viene trasformata nell'attuale borgo della omonima fattoria ricostruendo un'antica fornace, ancora oggi esistente, attestata dal XV secolo nelle carte di archivio della famiglia Agostini Venerosi della Seta e da cui potrebbero provenire i numerosi laterizi bollati da Ve(nuleius) Apro(nianus), impiegati nella costruzione dell'acquedotto destinato al fabbisogno idrico della vicina Pisa e forse delle terme “di Nerone”.
Nel 1873 William Paget Jervis descrive la presenza di una cava di oligisto, varietà di ematite in cristalli distinti neri lucenti, nelle vicinanze del Borgo di Corliano. Nell'aprile del 1944 vi stazionarono prima reparti della Fallschirm Panzer Division Hermann Göring poi i reparti del 135º reggimento della 34ª Divisione di fanteria "Red Bull". Il borgo è stato ceduto da Ferdinando Agostini Venerosi della Seta alla fine degli anni ottanta del XX secolo.